# Relations entre le Timor oriental et l'Union européenne
Les relations entre le Timor oriental et l’Union européenne reposent principalement sur les accords ACP. Depuis 2000, l'Union lui a octroyé 337 millions d'euros.

## Sources

## Compléments